# 托纳斯基特 (华盛顿州)
托纳斯基特（英文：Tonasket），是美国华盛顿州奥卡诺根县下属的一座城市。根据 2000年美国人口普查，该市有人口994人。根据2010年美国人口普查，该市有人口1,032人。而2011年估计该市有1,038人。